# Sergueï Mylnikov
Temple de la renommée russe : 2014
Sergueï Aleksandrovitch Mylnikov, en russe : Сергей Александрович Мыльников et en anglais : Sergei Mylnikov (né le 6 octobre 1958 à Tcheliabinsk en URSS et mort le 20 juin 2017 à Moscou en Russie) est un joueur professionnel russe de hockey sur glace .

## Carrière de joueur
En 1976, Sergueï Mylnikov débute dans le championnat d'URSS avec le Traktor Tcheliabinsk. De 1980 à 1982, il joue au SKA Saint-Pétersbourg. Il est choisi au cours du repêchage d'entrée 1989 dans la Ligue nationale de hockey par les Nordiques de Québec en 7e ronde, en 127e position. Il a joué dix matchs de LNH avec les Nordiques. En 1991, il signe au Lokomotiv Iaroslavl. Il met un terme à sa carrière en 1995 après deux ans en Suède.

## Carrière internationale
Sergueï Mylnikov a représenté l'URSS à 67 reprises sur une période de 6 saisons entre 1984 et 1990. Il a remporté les Jeux olympiques en 1988. Il a participé à cinq reprises aux championnats du monde pour un bilan de trois médailles d'or, une d'argent et une de bronze.
Sergueï Mylnikov meurt le 20 juin 2017 à Moscou (Russie).

## Honneurs personnels
- 1988 : élu dans l'équipe type de l'URSS.